# Japari Cafe
『けものフレンズ ドラマ&キャラクターソングアルバム「Japari Café」』（ジャパリカフェ）は、アニメ『けものフレンズ』のキャラクターソングアルバム。2017年6月7日にビクターエンタテインメントから発売された。

## 概要
『けものフレンズ』のキャラクターソングアルバム。『けものフレンズ オリジナルサウンドトラック』と同時発売された。オープニングテーマ「ようこそジャパリパークへ」にかばん（CV.内田彩）が加わった「ようこそジャパリパークへ (with かばん)」をはじめ、新曲3曲と既存曲1曲を収録している。また、たつき監督・脚本のオリジナルドラマ「じゃぱりまんがり」が収録されている。
初回限定特典として、『けものフレンズ LIVE』のチケット先行抽選申込券が封入された。また、封入特典として「オリジナルステッカー」1枚（全9種）がランダムで封入されており、一部のステッカーには直筆サイン入りとなっている。
当初は5月17日の発売の予定であったが、内容の変更に伴い現在の発売日に変更されている。

## チャート成績
6月6日付のオリコンデイリーランキングでは1.7万枚を売り上げ1位にランクイン。同時発売のサントラも2位にランクインし、けものフレンズのCDが1・2位を独占した。6月19日付のオリコンチャート週間ランキングでは2.7万枚を売り上げ1位にランクイン。キャラクターソングのアルバム1位獲得は、CAERULAの『Cool jewelries! 003』以来11ヶ月ぶりの記録となった。さらにサントラも2.5万枚を売り上げ2位にランクインしたことにより、けものフレンズのCDが週間1・2位を独占。同一アニメ作品のCDによる週間1・2位独占は、2010年5月10日付のシングルランキングで放課後ティータイムが「GO! GO! MANIAC」「Listen!!」で達成して以来7年ぶりであり、アルバムでの達成は史上初の快挙となった。
また、ビルボードのTop Albumsにおいても、サントラとともに1位・2位を独占した。

## 内容解説
1. けものパレード ～ジャパリパークメモリアル～
  - 歌：どうぶつビスケッツ[メンバー 1]＋かばん×PPP[メンバー 2]

作詞が先行し、それを基に作曲する制作方法をとっている。2017年6月7日～6月25日に開催された、けものフレンズ×シャッツキステ「JAPARI CAFE」にて吉崎観音による原詞が展示されていた[5]。ネクソンのアプリゲーム『けものフレンズ』メロディが一部使用されている。公開されているPVはトミサカが制作[6]。けものフレンズ3 LIVE ～1st anniversary～では、歌詞の一部をけものフレンズ3に合わせて変更したバージョンを、はなまるアニマル[メンバー 3]と×ジャパリ団[メンバー 4]が歌唱した[7]。
2. ようこそジャパリパークへ（with かばん）
  - 歌：どうぶつビスケッツ＋かばん×PPP

『ようこそジャパリパークへ』にかばんが追加されたバージョン。
3. ホップステップフレンズ
  - 歌：どうぶつビスケッツ

どうぶつビスケッツ初の単独曲。アニメ内で使用されることはなかったが、アニメ版の楽曲のピアノアレンジを収めた『ピアノミニアルバム けものフレンズ』でけものパレードとともに収録された[8]ほか、『もりのおんがくかい』では他のアニメ版で使用された楽曲とともにメドレーのうちの1曲として選出されている[9]。
4. きみのままで
  - 歌：かばん（内田彩）

かばんのキャラクターソング。けものフレンズLIVEで歌唱された[10]ほか、2018年11月に開催された内田彩のキャラクターソングライブ「AYA UCHIDA CHARACTER SONG LIVE『～chara・melt・room～』」で歌唱された[11]。
5. 大空ドリーマー
  - 歌：PPP

シングル『ようこそジャパリパークへ』に収録された曲と同一。
6. じゃぱりまんがり
アニメのスピンオフのボイスドラマ。12.4話と位置付けられる作品[12]。アニメ未登場だった、ジャイアントペンギンが初登場。
7. トキのうた～なかま～（アカペラ）ろーぷうぇいのりばver.
8. トキのうた～なかま～（アカペラ）じゃぱりかふぇver.
9. トキのうた～はしらとじゃぱりまん～（アカペラ）
  - 歌：トキ（金田朋子）

アニメ『けものフレンズ』3話で使用されたトキのアカペラ。
10. かばんのうた～はしらとじゃぱりまん～（アカペラ）
  - 歌：かばん（内田彩）

アニメ『けものフレンズ』3話で使用されたかばんのアカペラ。
11. スナネコのはなうた（ろんぐばーじょん）
  - 歌：スナネコ（みゆはん）

アニメ『けものフレンズ』4話で使用されたスナネコの鼻歌。ぼくのフレンドを鼻歌で歌ったもの。作中で歌ったバージョンよりも長く収録されている。

## 収録内容
| #         | タイトル                                                                   | 作詞         | 作曲       | 編曲       | 時間  |
| --------- | -------------------------------------------------------------------------- | ------------ | ---------- | ---------- | ----- |
| 1.        | 「けものパレード ～ジャパリパークメモリアル～」                            | 吉崎観音     | halyosy    | halyosy    | 4:16  |
| 2.        | 「ようこそジャパリパークへ (with かばん)」                                 | 大石昌良     | 大石昌良   | 大石昌良   | 3:25  |
| 3.        | 「ホップステップフレンズ」                                                 | 烏屋茶房     | emon(Tes.) | emon(Tes.) | 3:48  |
| 4.        | 「きみのままで」                                                           | 磯谷佳江     | 40mP       | 40mP       | 4:37  |
| 5.        | 「大空ドリーマー」                                                         | halyosy      | halyosy    | halyosy    | 3:10  |
| 6.        | 「オリジナルドラマ「じゃぱりまんがり」」                                   |              |            |            | 17:06 |
| 7.        | 「トキのうた～なかま～ (アカペラ) (ろーぷうぇいのりばver.) (BONUS TRACK)」 | トキ         | トキ       |            | 0:30  |
| 8.        | 「トキのうた～なかま～ (アカペラ) (じゃぱりかふぇver.) (BONUS TRACK)」     | トキ         | トキ       |            | 0:22  |
| 9.        | 「トキのうた～はしらとじゃぱりまん～ (アカペラ) (BONUS TRACK)」            | トキ         | トキ       |            | 0:19  |
| 10.       | 「かばんのうた～はしらとじゃぱりまん～ (アカペラ) (BONUS TRACK)」          | トキ、かばん | トキ       |            | 0:16  |
| 11.       | 「スナネコのはなうた (ろんぐばーじょん) (BONUS TRACK)」                    | みゆはん     | みゆはん   |            | 0:30  |
| 合計時間: | 合計時間:                                                                  | 合計時間:    | 合計時間:  | 合計時間:  | 38:19 |

### ドラマスタッフ
- 監督・脚本 - たつき
- プロデューサー - 福原慶匡
- 音響監督 - 阿部信行
- 音響制作 - 青二プロダクション